# Permis de mariage
Pour plus de détails, voir Fiche technique et Distribution.
Permis de mariage (License to Wed), ou Mariage 101 au Québec, est un film américain réalisé par Ken Kwapis sorti en 2007.

## Synopsis
« Ben » Murphy (John Krasinski) et Sadie Jones (Mandy Moore) sont nouvellement fiancés et entreprennent leur quête du bonheur dans une vie commune « jusqu'à ce que la mort les sépare ». Cependant, l'église familiale de Sadie, Sainte-Augustine, est administrée par le révérend Frank (Robin Williams) qui refuse d'unir le jeune couple avant qu'il n'ait complété le cours de préparation au mariage qu'il a lui-même élaboré. Comprenant des devoirs, des ateliers pratiques inusités et une flagrante invasion de leur vie privée, le programme du révérend Frank testera les liens qui unissent Ben et Sadie. Oubliez la quête du bonheur ; se rendront-ils seulement jusqu'à l'autel ?

## Fiche technique
- Réalisation :  Ken Kwapis
- Scénario : Kim Barker, Tim Rasmussen, Vince Di Meglio et Wayne Lloyd
- Production : Robert Simonds, Nick Osborne, Arnold Messer, Mike Medavoy
- Musique : Christophe Beck
- Pays d'origine :  États-Unis
- Dates de sortie :
  - États-Unis : 3 juillet 2007
  - France : 22 août 2007

## Distribution
- Robin Williams (VF : Michel Papineschi ; VQ : Alain Zouvi) : Révérend Frank
- Mandy Moore (VF : Élisabeth Ventura ; VQ : Aline Pinsonneault) : Sadie Jones, fleuriste
- John Krasinski (VF : Stéphane Pouplard ; VQ : Daniel Roy) : « Ben » Murphy, fiancé de Sadie
- Eric Christian Olsen (VQ : Nicolas Charbonneaux-Collombet) : Carlisle
- Christine Taylor (VF : Martine Irzenski ; VQ : Lisette Dufour) : Lindsey Jones, sœur de Sadie, divorcée
- Peter Strauss (VQ : Sébastien Dhavernas) : M. Jones, père de Sadie et de Lindsey
- Mindy Kaling (VF : Audrey Sablé) : Shelly
- Angela Kinsey (VF : Josy Bernard) : Judith, employée à la bijouterie
- DeRay Davis (VF : Gilles Morvan ; VQ : Gilbert Lachance) : Joel
- Grace Zabriskie (VQ : Claudine Chatel) : grand-mère Jones
- Roxanne Hart (VQ : Élise Bertrand) : Mme Jones, mère de Sadie et de Lindsey
- Rachael Harris (VQ : Viviane Pacal) : Janine
- Brian Baumgartner (VQ : Yves Soutière) : Jim
- Josh Flitter (en) : enfant de chœur, assistant de Frank
- Jess Rosenthal : bijoutier
- Val Almendarez : le client à la bijouterie

 Source et légende : version française (VF) sur RS Doublage et Version québécoise (VQ) sur Doublage.qc.ca